# Primera División 2002/03
Die Primera División 2002/03 war die 72. Spielzeit der höchsten spanischen Fußballliga. Sie startete am 31. August 2002 und endete am 22. Juni 2003.
Real Madrid wurde zum 29. Mal spanischer Meister.

## Vor der Saison
- Als Titelverteidiger ging der 5-malige Meister FC Valencia ins Rennen. Letztjähriger Vizemeister wurde Deportivo La Coruña.
- Aufgestiegen aus der Segunda División sind Atlético Madrid, Racing Santander und Recreativo Huelva.

## Vereine
| Verein              | Stadt             | Stadion                         |
| ------------------- | ----------------- | ------------------------------- |
| FC Barcelona        | Barcelona         | Camp Nou                        |
| Espanyol Barcelona  | Barcelona         | Olympiastadion Barcelona        |
| Athletic Bilbao     | Bilbao            | Estadio San Mamés               |
| Recreativo Huelva   | Huelva            | Nuevo Colombino                 |
| Deportivo La Coruña | La Coruña         | Estadio Riazor                  |
| Real Madrid         | Madrid            | Estadio Santiago Bernabéu       |
| Atlético Madrid     | Madrid            | Estadio Vicente Calderón        |
| Rayo Vallecano      | Madrid            | Estadio Teresa Rivero           |
| CD Málaga           | Málaga            | Estadio La Rosaleda             |
| RCD Mallorca        | Palma de Mallorca | Estadi de Son Moix              |
| CA Osasuna          | Pamplona          | Estadio El Sadar                |
| Real Sociedad       | San Sebastián     | Estadio Anoeta                  |
| Racing Santander    | Santander         | Campos de Sport de El Sardinero |
| Betis Sevilla       | Sevilla           | Estadio Manuel Ruiz de Lopera   |
| FC Sevilla          | Sevilla           | Estadio Ramón Sánchez Pizjuán   |
| FC Valencia         | Valencia          | Estadio Mestalla                |
| Real Valladolid     | Valladolid        | Estadio José Zorrilla           |
| Celta Vigo          | Vigo              | Estadio Balaídos                |
| FC Villarreal       | Villarreal        | Estadio El Madrigal             |
| Deportivo Alavés    | Vitoria-Gasteiz   | Estadio Mendizorrotza           |

## Abschlusstabelle
| Pl. | Verein                  | Sp. | S  | U  | N  | Tore    | Diff. | Punkte |
| --- | ----------------------- | --- | -- | -- | -- | ------- | ----- | ------ |
| 1.  | Real Madrid             | 38  | 22 | 12 | 4  | 086:420 | +44   | 78     |
| 2.  | Real Sociedad           | 38  | 22 | 10 | 6  | 071:450 | +26   | 76     |
| 3.  | Deportivo La Coruña (P) | 38  | 22 | 6  | 10 | 067:470 | +20   | 72     |
| 4.  | Celta Vigo              | 38  | 17 | 10 | 11 | 045:360 | +9    | 61     |
| 5.  | FC Valencia (M)         | 38  | 17 | 9  | 12 | 056:350 | +21   | 60     |
| 6.  | FC Barcelona            | 38  | 15 | 11 | 12 | 063:470 | +16   | 56     |
| 7.  | Athletic Bilbao         | 38  | 15 | 10 | 13 | 063:610 | +2    | 55     |
| 8.  | Betis Sevilla           | 38  | 14 | 12 | 12 | 056:530 | +3    | 54     |
| 9.  | RCD Mallorca            | 38  | 14 | 10 | 14 | 049:560 | −7    | 52     |
| 10. | FC Sevilla              | 38  | 13 | 11 | 14 | 038:390 | −1    | 50     |
| 11. | CA Osasuna              | 38  | 12 | 11 | 15 | 040:480 | −8    | 47     |
| 12. | Atlético Madrid (N)     | 38  | 12 | 11 | 15 | 051:560 | −5    | 47     |
| 13. | FC Málaga               | 38  | 11 | 13 | 14 | 044:490 | −5    | 46     |
| 14. | Real Valladolid         | 38  | 12 | 10 | 16 | 037:400 | −3    | 46     |
| 15. | FC Villarreal           | 38  | 11 | 12 | 15 | 044:530 | −9    | 45     |
| 16. | Racing Santander (N)    | 38  | 13 | 5  | 20 | 054:640 | −10   | 44     |
| 17. | Espanyol Barcelona      | 38  | 10 | 13 | 15 | 048:540 | −6    | 43     |
| 18. | Recreativo Huelva (N)   | 38  | 8  | 12 | 18 | 035:610 | −26   | 36     |
| 19. | Deportivo Alavés        | 38  | 8  | 11 | 19 | 038:680 | −30   | 35     |
| 20. | Rayo Vallecano          | 38  | 7  | 11 | 20 | 031:620 | −31   | 32     |

Platzierungskriterien: 1. Punkte – 2. Direkter Vergleich (Punkte, Tordifferenz, geschossene Tore) – 3. Tordifferenz – 4. geschossene Tore

| (M) | amtierender Meister              |
| (P) | amtierender Pokalsieger          |
| (N) | Neuaufsteiger der letzten Saison |

## Kreuztabelle
| 2002/03             | Real Madrid | Real Sociedad | Deportivo La Coruña | Celta Vigo | FC Valencia | FC Barcelona | Athletic Bilbao | Betis Sevilla | RCD Mallorca |     | CA Osasuna | Atlético Madrid | CD Málaga | Real Valladolid | FC Villarreal | Racing Santander | Espanyol Barcelona |     | Deportivo Alavés | Rayo Vallecano |
| ------------------- | ----------- | ------------- | ------------------- | ---------- | ----------- | ------------ | --------------- | ------------- | ------------ | --- | ---------- | --------------- | --------- | --------------- | ------------- | ---------------- | ------------------ | --- | ---------------- | -------------- |
| Real Madrid         |             | 0:0           | 2:0                 | 1:1        | 4:1         | 1:1          | 3:1             | 4:1           | 1:5          | 3:0 | 4:1        | 2:2             | 5:1       | 3:1             | 1:1           | 4:1              | 2:0                | 4:2 | 5:2              | 3:1            |
| Real Sociedad       | 4:2         |               | 1:1                 | 1:0        | 1:1         | 2:1          | 4:2             | 3:3           | 2:1          | 1:0 | 2:0        | 3:0             | 2:2       | 2:1             | 2:2           | 2:1              | 0:0                | 1:0 | 3:1              | 5:0            |
| Deportivo La Coruña | 0:0         | 2:1           |                     | 3:0        | 1:2         | 2:0          | 2:1             | 2:4           | 2:2          | 3:1 | 1:1        | 3:2             | 1:0       | 2:0             | 2:1           | 0:2              | 2:1                | 5:0 | 6:0              | 2:0            |
| Celta Vigo          | 0:1         | 3:2           | 3:0                 |            | 1:1         | 2:0          | 2:1             | 1:0           | 3:1          | 0:1 | 0:0        | 0:0             | 2:0       | 0:0             | 3:1           | 2:2              | 1:0                | 4:1 | 2:1              | 0:1            |
| FC Valencia         | 1:2         | 2:2           | 0:1                 | 0:1        |             | 1:3          | 5:1             | 1:1           | 1:0          | 1:0 | 1:0        | 0:1             | 2:0       | 2:0             | 1:2           | 2:0              | 1:1                | 3:0 | 3:0              | 3:0            |
| FC Barcelona        | 0:0         | 2:1           | 2:4                 | 2:0        | 2:4         |              | 2:2             | 4:0           | 1:2          | 0:3 | 2:2        | 2:2             | 2:1       | 1:1             | 1:0           | 6:1              | 2:0                | 3:0 | 6:1              | 3:0            |
| Athletic Bilbao     | 1:1         | 3:0           | 3:2                 | 2:1        | 1:0         | 0:2          |                 | 3:1           | 0:2          | 2:0 | 1:3        | 1:0             | 1:1       | 0:0             | 0:1           | 2:1              | 4:1                | 2:3 | 2:0              | 2:1            |
| Betis Sevilla       | 1:1         | 3:2           | 0:2                 | 2:1        | 2:0         | 3:0          | 1:0             |               | 0:1          | 0:1 | 2:1        | 2:2             | 3:0       | 2:2             | 2:1           | 4:2              | 1:1                | 1:1 | 2:2              | 0:1            |
| RCD Mallorca        | 1:5         | 1:3           | 3:0                 | 0:2        | 0:2         | 0:4          | 1:1             | 2:1           |              | 1:3 | 2:0        | 0:4             | 1:0       | 2:1             | 1:1           | 3:3              | 2:0                | 1:1 | 3:1              | 1:1            |
| FC Sevilla          | 1:3         | 0:1           | 1:1                 | 0:1        | 0:3         | 0:0          | 1:1             | 1:1           | 3:0          |     | 2:0        | 1:1             | 0:0       | 2:1             | 3:1           | 1:0              | 1:0                | 1:0 | 3:2              | 3:3            |
| CA Osasuna          | 1:0         | 2:3           | 1:2                 | 0:2        | 1:0         | 2:2          | 1:5             | 2:1           | 0:0          | 2:1 |            | 1:0             | 0:1       | 1:1             | 0:1           | 3:1              | 1:0                | 0:1 | 4:2              | 0:1            |
| Atlético Madrid     | 0:4         | 1:2           | 3:1                 | 0:1        | 1:1         | 3:0          | 3:3             | 1:0           | 2:1          | 1:1 | 0:1        |                 | 2:1       | 1:0             | 3:2           | 1:2              | 3:3                | 1:1 | 0:1              | 2:0            |
| CD Málaga           | 2:3         | 0:2           | 0:2                 | 1:1        | 2:2         | 0:0          | 3:0             | 0:0           | 1:0          | 3:2 | 1:0        | 3:1             |           | 1:0             | 1:1           | 2:2              | 3:4                | 4:0 | 0:0              | 2:1            |
| Real Valladolid     | 1:1         | 3:0           | 0:1                 | 0:2        | 1:0         | 2:1          | 2:0             | 3:0           | 1:3          | 0:0 | 0:2        | 3:1             | 0:0       |                 | 1:0           | 2:1              | 1:1                | 0:1 | 1:3              | 2:0            |
| FC Villarreal       | 0:1         | 0:1           | 3:1                 | 5:0        | 0:2         | 2:0          | 1:1             | 1:4           | 1:1          | 1:0 | 2:2        | 4:3             | 0:0       | 1:0             |               | 0:3              | 0:0                | 1:0 | 0:1              | 2:1            |
| Racing Santander    | 2:0         | 1:2           | 1:2                 | 3:0        | 2:1         | 1:1          | 3:4             | 0:1           | 1:2          | 1:0 | 2:3        | 0:2             | 1:0       | 0:1             | 1:1           |                  | 5:2                | 1:0 | 2:0              | 2:0            |
| Espanyol Barcelona  | 2:2         | 1:3           | 3:1                 | 0:0        | 0:1         | 0:2          | 3:3             | 2:4           | 2:0          | 0:0 | 0:0        | 1:2             | 2:1       | 1:0             | 2:2           | 3:0              |                    | 2:0 | 3:1              | 3:1            |
| Recreativo Huelva   | 0:0         | 1:3           | 1:1                 | 0:3        | 1:1         | 1:3          | 1:2             | 1:1           | 1:1          | 0:0 | 1:1        | 3:0             | 2:3       | 1:3             | 5:0           | 2:1              | 0:0                |     | 1:0              | 2:1            |
| Deportivo Alavés    | 1:5         | 2:2           | 1:2                 | 0:0        | 0:0         | 0:0          | 2:4             | 0:1           | 0:0          | 1:0 | 1:1        | 2:0             | 0:1       | 1:1             | 1:0           | 0:1              | 2:1                | 3:0 |                  | 1:1            |
| Rayo Vallecano      | 2:3         | 0:0           | 1:2                 | 1:0        | 0:4         | 1:0          | 1:1             | 1:1           | 1:2          | 0:1 | 0:0        | 0:0             | 2:1       | 0:1             | 2:2           | 3:1              | 0:3                | 0:0 | 2:2              |                |

## Nach der Saison
Internationale Wettbewerbe
- 1. – Real Madrid – UEFA Champions League
- 2. – Real Sociedad – UEFA Champions League
- 3. – Deportivo La Coruña – UEFA-Champions-League-Qualifikation
- 4. – Celta Vigo – UEFA-Champions-League-Qualifikation
- 5. – FC Valencia – UEFA-Pokal
- 6. – FC Barcelona – UEFA-Pokal
- Gewinner der Copa del Rey – RCD Mallorca – UEFA-Pokal
- 15. – FC Villarreal – UEFA Intertoto Cup
- 16. – Racing Santander – UEFA Intertoto Cup

Absteiger in die Segunda División
- 18. – Recreativo Huelva
- 19. – Deportivo Alavés
- 20. – Rayo Vallecano

Aufsteiger in die Primera División
- Real Murcia
- Real Saragossa
- Albacete Balompié

## Pichichi-Trophäe
Die Pichichi-Trophäe wird jährlich für den besten Torschützen der Spielzeit vergeben.
| Pl. | Nat.                   | Spieler          | Verein              | Tore |
| --- | ---------------------- | ---------------- | ------------------- | ---- |
| 1   | Niederlande            | Roy Makaay       | Deportivo La Coruña | 29   |
| 2   | Turkei                 | Nihat Kahveci    | Real Sociedad       | 23   |
|     | Brasilien              | Ronaldo          | Real Madrid         | 23   |
| 4   | Serbien und Montenegro | Darko Kovačević  | Real Sociedad       | 20   |
| 5   | Niederlande            | Patrick Kluivert | FC Barcelona        | 19   |
|     | Spanien                | Raúl             | Real Madrid         | 16   |

## Die Meistermannschaft Real Madrid
| 1.          | Real Madrid |
| Real Madrid | - Tor: Iker Casillas (38/-) - Abwehr: Roberto Carlos (37/5); Míchel Salgado (35/-); Iván Helguera (33/6); Fernando Hierro (25/-); Francisco Pavón (22/-); Óscar Miñambres (16/-); Raúl Bravo (2/1); Rubén (1/-) - Mittelfeld: Guti (34/4); Luís Figo (33/10); Zinédine Zidane (33/9); Claude Makélélé (29/-); Santiago Solari (28/-); Esteban Cambiasso (24/-); Flávio Conceição (22/1); Steve McManaman (15/1); Albert Celades (3/-) - Sturm: Ronaldo (31/23); Raúl (31/16); Fernando Morientes (19/5); Javier Portillo (10/5); Tote (1/-) - Trainer: Vicente del Bosque |